# بيلي فرانك جونيور
بيلي فرانك جونيور (بالإنجليزية: Billy Frank, Jr.)‏ هو عالم بيئة أمريكي، ولد في 9 مارس 1931 في Nisqually Reservation ‏ في الولايات المتحدة، وتوفي بنفس المكان في 5 مايو 2014.